# Asymmetric Digital Subscriber Line

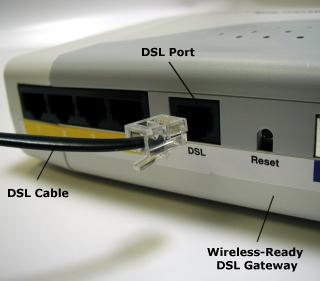
Esquema mostra a conexão da linha telefônica em um modem ADSL.

Asymmetric Digital Subscriber Line (ADSL) é um formato de DSL, uma tecnologia de comunicação de dados que permite uma transmissão de dados mais rápida através de linhas de telefone do que um modem convencional pode oferecer.

## Introdução
Comparada a outras formas de DSL o ADSL tem a característica de que os dados podem ser transmitidos mais rapidamente em uma direção do que na outra, assimetricamente, diferenciando-o de outros formatos. Os provedores geralmente anunciam o ADSL como um serviço para as pessoas conectarem-se à Internet do seguinte modo: o canal de comunicação é mais amplo e rápido para receber(download) e menor e mais lento para enviar(upload).
O ADSL pode usar uma grande variedade de técnicas de modulação, mas os padrões da ANSI e ETSI usam os esquemas de modulação DMT.
No ADSL normal, geralmente as menores taxas de Download começam em 64 Kbit/s e podem atingir 8 Mbit/s dentro de 300 metros da central onde está instalado o sistema. As taxas podem chegar a 52 Mbit/s dentro de 100 metros (o chamado VDSL). Taxas de envio geralmente começam em 64 Kbit/s e vão até 256 Kbit/s, mas podem ir até 768 Kbit/s. O nome UDSL é às vezes usado para versões mais lentas.
Os provedores de serviço ADSL podem oferecer dois tipos de endereço IP: fixo ou dinâmico. O endereço fixo pode ser mais vantajoso para aqueles que usam a conexão ADSL para jogos via Internet, para se conectarem a servidores Web e numa rede virtual privada. Para usuários domésticos, o endereço IP dinâmico pode ser uma vantagem, pois dificulta o ataque de hackers.

## Padrão ADSL2/2+

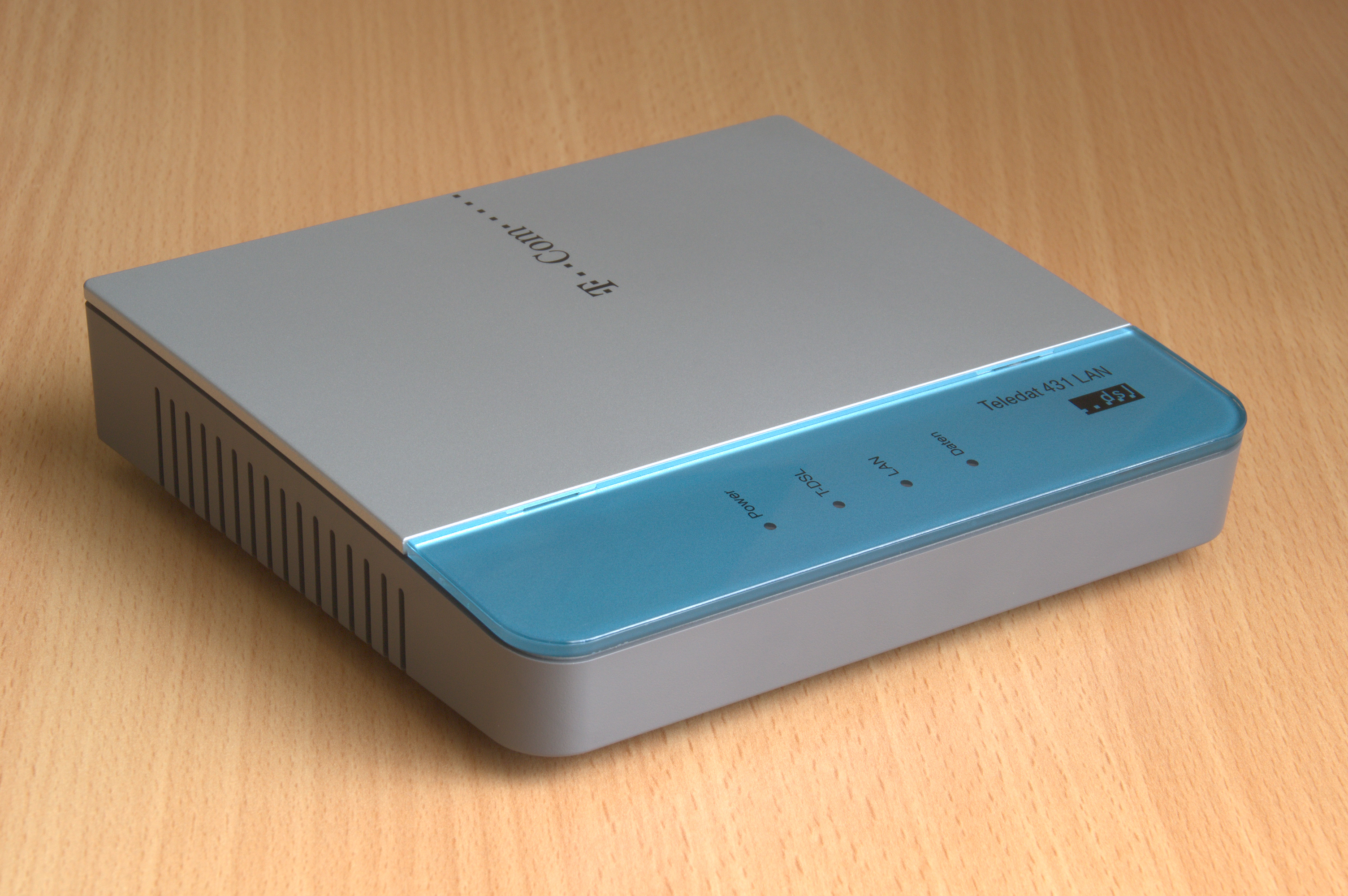
Exemplo de um modem DSL doméstico moderno.

Em julho de 2002 segundo Leblanc (2005) foi criada a tecnologia ADSL2, que logo foi aprovada pela ITU-T como G.992.3 e G.992.4, essa variante da tecnologia de ADSL possui taxas de downstream de até 24 Mbps e upstream de 1 Mbps, possui uma melhor modulação que o ADSL normal e possui um reordenador de tonalidades para dissipar os sinais de interferência causados pelas ondas de rádio AM para ter um melhor ganho devido a nova modulação utilizada.
O primeiro ganho é a eficiência. O ADSL tradicional gasta 32Kbps de banda enquanto o ADSL2 gasta apenas 4Kbps
para sinalização, deixando mais banda para a transferência efetiva de dados.
Através de novos métodos de codificação, o ADSL2+ chega a até 24Mbps de banda (contra 8Mbps do ADSL normal) de
download e 1 Mbps de upload (o mesmo do ADSL normal). O grupo de desenvolvedores do ADSL2+ considerou que, para o
perfil de tráfego típico dos usuários ADSL, a banda de 1Mpbs de upload era suficiente, assim todo o ganho de banda
foi passado para e velocidade de download.
Como o ADSL2/2+ possui mais banda, o efeito positivo é que, mantendo a mesma velocidade, o ADSL possui um
alcance maior. Assim, um operador de banda larga que forneça conexões de 4 Mbps, pode chegar a até 3,5 km de
distância até seus usuários usando ADSL e 4Km em ADSL2/2+.
Outro recurso importante dos modems ADSL2/2+ são os recursos de auto-diagnóstico: eles podem medir as
características de ruído, margem de ganho (SNR) e atenuação nos dois lados da linha. Além disso o ADSL2/2+ monitora
esses parâmetros continuamente e geram alarmes quando a qualidade da linha varia para patamares muitos próximos dos
limites.
É comum que, com o tempo, as condições de ruído e atenuação de uma linha mudem. Isso pode ocorrer lentamente por
fatores como umidade, interferências eletromagnéticas, etc. Além disso fatores externos (ex.: entrada de água de
chuva em alguma caixa de passagem) podem fazer esses fatores mudarem drasticamente (dias secos x dias chuvosos). Com os recursos de monitoramento e alarme é possível ao operador de banda larga tomar atitudes corretivas e
preventivas.
Economiza energia pois o modem para esta tecnologia foi projetado para funcionar somente quando o computador estiver em uso, ou seja, quando o computador entra em stand by o modem também entra (Obs: O consumo eletrico(kWh) de uma modem possui pouco valor representativo).

## Serviço de sinal ADSL

### No Brasil
Atualmente esta modalidade de conexão possui cerca de 13 milhões de acessos no país.
- Global Village Telecom (GVT), adquirida pela Vivo
- Oi Velox (Oi)
- Speedy (Vivo)
- NetSuper (Algar Telecom)
- SuperVIA (Sercomtel)
- Mundivox (Mundivox Comunications)

### Em Portugal
- Vodafone
- MEO

### No Japão
- NTT East/West (Nippon Telegraph and Telephone)
- Yahoo BB (agora Softbank BB) (Yahoo Broadband)